# Цветков, Сергей Владимирович
Серге́й Влади́мирович Цветко́в (род. 2 февраля 1957, Москва, СССР) — российский режиссёр театра, телевидения, массовых мероприятий, театрализованных представлений и шоу-программ.

## Биография
Родился 2 февраля 1957 года в Москве. Отец — Цветков Владимир Семёнович. Мать — Цветкова Маргарита Александровна
В 1975—1977, служба в рядах Вооружённых сил СССР в составе Воздушно-десантных войск на территории Литовской ССР.
В 1983 году окончил ГИТИС им. Луначарского по специальности Актёр драматического жанра и кино
В 1987—1991, ведущий артист «Театра пластической драмы» под руководством Гедрюса Мацкявичуса
В общей сложности, принимал участие более чем в 300 постановках массовых мероприятий, спектаклей, шоу-программ на территории России, США, Канады, Германии, Франции, Италии, Испании, Нидерландов, Великобритании, Казахстана и других стран.
Увлечения: бег, верховая езда

## Семья
Жена — Борисова Татьяна Михайловна — российский режиссёр-балетмейстер, педагог, лауреат премии города Москвы в области литературы и искусства, 1996
Дети — Борисова Анастасия и Цветков Иван.

## Артист
Ведущий артист Театра пластической драмы под руководством Гедрюса Мацкявичуса.
Принимал участие в спектаклях:
- «Преодоление» (о жизни и творчестве Микеланжело Буанарроти)
- «Времена года» (по мотивам сказок Х. К. Андерсена)[3]
- «Вьюга» (по мотивам поэмы А. Блока «Двенадцать»)
- «Блеск золотого руна»
- «Красный конь (Погоня)» (по произведениям живописи конца XIX — начала XX веков)
- «Жёлтый звук» (по мотивам театрализованной притчи Василия Кандинского)
- «И дольше века длится день» (по одноимённому роману Чингиза Айтматова)
- «Глазами слышать-высший ум любви» (по произведениям У. Шекспира)

## Режиссёр по пластике, балетмейстер
В период с 1991—1997, сотрудничество с театрами:
- Московский Художественный театр имени А. П. Чехова[4]
- Московский драматический театр имени А. С. Пушкина[1]
- Московский академический театр имени Владимира Маяковского
- Московский театр «Эрмитаж»[5]
- National Theater School of Canada, Montreal, Canada
- Eugene O’Neill Theater Center, Waterford, United States

## Режиссёр-постановщик
- Спектакль «Отравленная туника», Омский драматический театр «Пятый театр», Омск, Россия[6][7][8]
- Спектакль «Гаупабакоа — остров любви» (по произведениям А. Копита) , Омский драматический театр «Пятый театр», Омск, Россия 1999[6]
- Музыкальный спектакль «История солдата», Омская филармония, Омск, Россия
- Спектакль «Рождественская история Робина Гуда», Сургутский музыкально-драматический театр, Сургут, Россия 2000[9][10][11]
- Новогоднее представление «Маленькая страна», ДС «Лужники», Москва, Россия, 2000
- Новогоднее представление «Волшебный остров», ДС «Лужники», Москва, Россия, 2001
- Открытие III Всемирной театральной Олимпиады, Москва, Россия, 2001
- 850 — летие Москвы, «Москва на все времена», эпизод «Весна священная», БСА «Лужники», Москва, Россия,1997[2]
- Всемирные юношеские игры, Мультимедийное шоу, БСА «Лужники», Москва, Россия, 2002
- Конкурс песни «Евровидение 2009», Интервал акт: 1-й полуфинал: Ансамбль им. Александрова и группа t.A.T.u. «Not gonna get us», СК «Олимпийский», Москва, Россия, 2009[1]

## Главный режиссёр
- «День России», Красная площадь, Москва, Россия, 2003—2009, 2015
- «День города Москвы», Красная площадь, Москва, Россия, 2012—2013[12]
- «Алые паруса», Дворцовая площадь, Санкт-Петербург, Россия, 2014—2017[1]
- Церемония закрытия «7-х зимних Азиатских игр», Алма-Ата, Казахстан, 2011[13]
- Всемирный конный фестиваль CHIO Aachen «Россия — страна партнёр», Ахен, Германия, 2008
- Международный студенческий форум, Рим, Италия, 2011
- Всероссийский фестиваль национальной культуры России, Санкт-Петербург, Россия, 2006—2008
- «Мы Помним», мероприятия, посвящённые снятию блокады Ленинграда, Дворцовая площадь, БКЗ «Октябрьский», Санкт-Петербург, Россия, 2007—2008
- «День Матери», БКЗ «Октябрьский», Санкт-Петербург, Россия, 2006—2008
- «День Защитника Отечества», СКК «Ледовый дворец», Санкт-Петербург, Россия, 2007—2008, Центральный академический театр Российской Армии, Москва, Россия, 2009—2010, Государственный Кремлёвский дворец, Москва, Россия, 2013
- Праздничный концерт, посвящённый «90-летию ВЛКСМ», СКК «Ледовый дворец», Санкт-Петербург, Россия, 2008
- Государственный ансамбль песни и танца Республики Татарстан, мероприятия посвящённые «65-летию Победы», Казань, Россия, 2010[14]
- «Огонь нашей памяти», Мамаев курган, Волгоград, Россия, 2010
- Международный детский форум «Этот Мир наш!», Авиньон, Франция, 2010, Террачина, Италия, 2011, Бонн, Германия, 2012, Амстердам и Гаага, Нидерланды, 2013
- Открытие российской национальной выставки в «Гран-Пале», Париж, Франция, 2010
- Фестиваль национальной культуры «Созвездие России», Марсово поле, Париж, Франция, 2010[1]
- Праздничный концерт, посвящённый "50-летию Всероссийского детского центра «Орлёнок», Краснодарский край, Россия, 2010
- Открытие канатной дороги «Крылья Татева», Алидзор, Армения, 2010
- «День народного единства», Петропавловская крепость, Санкт-Петербург, Россия, 2010
- Всероссийские конные игры, СКК «Петербургский», Санкт-Петербург, Россия, 2007—2008
- 20-летие компании «Тройка Диалог», Манеж, Москва, 2011
- Международный фестиваль детского творчества, Сеговия, Испания, 2011
- Фестиваль «Созвездие России», Пьяцца Навона, Рим, Италия, 2011[1]
- Межрегиональный фестиваль казачьей культуры «Казачий круг», Большой театр, Москва, Россия, 2012, Центральный академический театр Российской Армии, Москва, Россия, 2014, 2016[15]
- Корпоративный фестиваль «Факел», ОАО «Газпром», Астрахань, Россия, 2012, Томск, Россия, 2013, Витебск, Белоруссия, 2013, Белгород, Россия, 2014, Ханты-Мансийск, Россия, 2014
- Праздничный концерт, посвящённый "20-летию со дня образования ОАО «Газпром», Государственный Кремлёвский дворец, Москва, Россия, 2013
- Открытие развлекательного центра «Галактика», Горно-туристический центр ОАО «Газпром», Краснодарский край, Россия
- Новый Год на НТВ, Москва, Россия, 2013
- Театрально-цирковое шоу «Аргонавты», Сочи, Россия, 2014[16]
- Церемония закладки магистрального газопровода «Сила Сибири», Якутия, Россия, 2014
- Праздничный концерт, посвящённый, "50-летию со дня основания ООО «Газпром трансгаз Екатеринбург», Екатеринбург, Россия, 2014
- Всероссийский фестиваль и выставка народной культуры, Сочи, Россия, 2014[17]
- Чествование хоккейного клуба СКА «Мы чемпионы», Невский проспект, Дворцовая площадь, Санкт-Петербург, Россия, 2015, 2017
- Праздничный концерт, посвящённый "25-летию со дня образования ПАО «Газпром», Государственный Кремлёвский дворец, Москва, Россия, 2018
- Фестиваль культуры и спорта народов Кавказа «Кавказские игры», Грозный, Россия, 2020
- Праздничный концерт, посвящённый «95-летию плана ГОЭЛРО», Манеж, Москва, 2015
- «Энергия Великой Победы», ДС «Лужники», Москва, 2015, 2020
- Фестиваль художественной гимнастики «Алина», ДС «Лужники», Москва, 2017
- «День славянской письменности и культуры», Красная площадь, Москва, 2017—2019[18], Большой театр[19], Москва, 2021[20][21]
- Новый Год на телеканале «Культура» с В. Спиваковым, Москва, Россия, 2017[22]
- Концертная версия мюзикла «Призрак оперы», Государственный Кремлёвский дворец, Москва, Россия, 2018[4][23]
- Церемония вручения Национальной детской премии «Главные герои», Москва, Россия, 2018, Казань, Россия, 2019
- Предматчевое шоу, «Хоккей. Классика. Петербург 2018», «100-летие А. Тарасова», Газпром арена, Санкт-Петербург, Россия, 2018
- Праздничный концерт, посвящённый «20-летию начала добычи газа в Томской области», Томск, Россия, 2019
- Предматчевое шоу, «Хоккей. Классика. Петербург 2019», «Энергия Питера», Газпром арена, Санкт-Петербург, Россия, 2019
- Праздничный концерт, посвящённый «70-летию установления дипломатических отношений между Россией и Китаем», Большой театр, Москва, 2019
- «День многонациональной России», Минск, Белоруссия, 2019
- Церемония открытия и Церемония закрытия в рамках «Международных Ганзейских дней», Псков, Россия, 2019
- Праздничный концерт, посвящённый «Открытию перекрёстных годов России и Кыргызстана», Государственный Кремлёвский дворец, Москва, Россия, 2020
- Торжественная церемония открытия «Ржевского мемориала Советскому солдату», Ржевский район, Россия, 2020
- «Фестиваль культуры стран-участниц ШОС», на телеканале «Культура», портале «Культура. РФ», сайте ТАСС, Youtube-канале ФГБУК «РОСКОНЦЕРТ», Москва, Россия, 2020, 2021
- «Фестиваль культуры стран-участниц БРИКС» на телеканале «Культура», портале «Культура. РФ», сайте ТАСС, Youtube-канале ФГБУК «РОСКОНЦЕРТ», Москва, Россия, 2020, 2021
- «Фестиваль культуры и спорта народов Юга России», Алушта, Россия, 2021
- Праздничный концерт, посвящённый «Полугодовому конгрессу Международной федерации хоккея (IIHF)», Российский этнографический музей, Санкт-Петербург, Россия, 2021
- «Друзья хоккея», мероприятия посвящённые 75-летию хоккея, Москва, Россия, 2021

## Член жюри
- Корпоративный фестиваль «Факел», ОАО «Газпром», 2012—2014[24]

## Награды
- Благодарность Президента Российской Федерации (30 марта 2012 года) — за активное участие в организации, подготовке и проведении региональных этапов и заключительного концерта Всероссийского фольклорного конкурса «Казачий круг»[25].
- Почётная грамота Кыргызской Республики (27 августа 2021 года, Кыргызстан) — за большой вклад в укрепление и развитие сотрудничества двух стран в области культуры и искусства в рамках перекрёстного года Кыргызстана и России[26][27].

## Примечание
1. 1 2 3 4 5 6 7  Театр им. Пушкина | Люди Театра | Сергей Цветков: биография, роли, звания, награды, фото. teatrpushkin.ru. Дата обращения: 4 февраля 2022. Архивировано 4 февраля 2022 года.
2. 1 2  ЦВЕТКОВ Сергей Владимирович, фото, биография. persona.rin.ru. Дата обращения: 4 февраля 2022. Архивировано 7 февраля 2022 года.
3. 1 2  YouTube | Времена Года. Пантомима. Реж. Гедрюс Мацкявичюс. Дата обращения: 4 февраля 2022.
4. 1 2  Концертная версия мюзикла «Призрак Оперы», реж. С. Цветков. mxat.ru. Дата обращения: 4 февраля 2022. Архивировано 4 февраля 2022 года.
5. ↑  Зойкина квартира | Официальный сайт театра Эрмитаж. Дата обращения: 8 февраля 2022. Архивировано 8 февраля 2022 года.
6. 1 2  Пятый театр (Омск)
7. ↑  Сергей Цветков – биография, спектакли. Режиссер, музыкант. Афиша. Дата обращения: 4 февраля 2022. Архивировано 4 февраля 2022 года.
8. ↑  Коллекция афиш и программ | Музей театрального искусства. xn--80aancjlcmki4avcu1joa.xn--p1ai. Дата обращения: 6 февраля 2022. Архивировано 6 февраля 2022 года.
9. ↑  Иван Косичкин (рус.). Московский драматический театр «АпАРТе». Дата обращения: 8 февраля 2022. Архивировано 8 февраля 2022 года.
10. ↑  Культурное наследие Югры. hmao.kaisa.ru. Дата обращения: 8 февраля 2022. Архивировано 8 февраля 2022 года.
11. ↑  Super User. Репертуар всех сезонов (рус.). Сургутский музыкально-драматический театр. Дата обращения: 8 февраля 2022. Архивировано 8 февраля 2022 года.
12. ↑  Столицу закружит в зажигательном танце. Вечерняя Москва. Дата обращения: 8 февраля 2022. Архивировано 8 февраля 2022 года.
13. ↑  Церемония закрытия VII зимних Азиатских игр. orion-art.ru. Дата обращения: 8 февраля 2022. Архивировано 8 февраля 2022 года.
14. ↑  Госансамбль песни и танца РТ готовит уникальную программу к 65-летию Победы. Министерство культуры Республики Татарстан. Дата обращения: 8 февраля 2022. Архивировано 8 февраля 2022 года.
15. ↑  Гала-концерт лауреатов Всероссийского фольклорного конкурса «КАЗАЧИЙ КРУГ». www.muzklondike.ru. Дата обращения: 8 февраля 2022. Архивировано 8 февраля 2022 года.
16. ↑  SCAPP Sochi. За кулисами шоу «Аргонавты». SCAPP. Дата обращения: 8 февраля 2022. Архивировано 8 февраля 2022 года.
17. ↑  I Всероссийский фестиваль и выставка народной культуры: СОБЫТИЯ. kalinka-nk42.ru. Дата обращения: 8 февраля 2022. Архивировано 8 февраля 2022 года.
18. ↑  День славянской письменности и культуры отметят на Красной площади. lianozovo.mos.ru. Дата обращения: 8 февраля 2022. Архивировано из оригинала 8 февраля 2022 года.
19. ↑  В Большом театре выступил Московский Синодальный хор. mossinodhor.ru. Дата обращения: 8 февраля 2022. Архивировано 8 февраля 2022 года.
20. ↑  День славянской письменности отметят концертом в Большом театре. Рамблер/новости. Дата обращения: 8 февраля 2022. Архивировано 8 февраля 2022 года.
21. ↑  День славянской письменности отметят концертом в Большом театре. ТАСС. Дата обращения: 8 февраля 2022. Архивировано 8 февраля 2022 года.
22. ↑  Скоро Новый год. Начались съемки праздничных программ. ClassicalMusicNews.Ru (7 ноября 2017). Дата обращения: 8 февраля 2022. Архивировано 8 февраля 2022 года.
23. ↑  Призрак вышел на сцену Кремля. Дата обращения: 8 февраля 2022. Архивировано 8 февраля 2022 года.
24. ↑  Жюри | «Газпром Факел». www.gazpromfakel.ru. Дата обращения: 7 февраля 2022. Архивировано 7 февраля 2022 года.
25. ↑  Распоряжение Президента Российской Федерации от 30.03.2012 № 110-рп «О поощрении». Дата обращения: 15 ноября 2018. Архивировано 15 ноября 2018 года.
26. ↑  Указ Президента Кыргызской Республики от 27 августа 2021 года УП № 366 «О награждении государственными наградами Кыргызской Республики». Дата обращения: 21 июля 2024. Архивировано 19 июля 2024 года.
27. ↑  Ряд лиц награждены государственными наградами Кыргызской Республики в рамках перекрёстного года Кыргызстана и России. Дата обращения: 14 июля 2022. Архивировано 31 августа 2021 года.